# Luke Nelson
Pour les articles homonymes, voir Nelson.
Luke Nelson, né le 29 juin 1995, à Londres, au Royaume-Uni, est un joueur anglais de basket-ball. Il évolue au poste de meneur.

## Carrière
Nelson s'engage avec l'Étoile sportive Saint-Michel Le Portel Côte d'Opale, club de première division française, en juillet 2021.